# Kevin Casey
Kevin Casey (* 1940 in Kells, Irland) ist ein irischer Autor.

## Leben
Er wurde als Sohn eines Schuldirektors geboren. Nach dem Besuch der Schule in seinem Geburtsort studierte er in Dublin am Blackrock College. Er begann Stücke zu schreiben und veröffentlichte Kurzgeschichten in Zeitschriften in Irland, USA und England sowie in Anthologien. Für irische Zeitungen betätigte er sich darüber hinaus als Literaturkritiker. Für Raidió Teilifís Éireann schrieb er Literatursendungen. Er verfasste auch Romane.

## Auszeichnungen
1968 erhielt er den Macauley Fellowship des Arts Council der Republik Irland.

## Werke
- The Living and the Lost, 1962
- Not With a Bang, 1965
- The Sinners´ Bell, 1968
- A Sense of Survival, 1974
- Racheträume, 1977
- An Act of Faith, 1979